# Carlos Briceno
	Carlos Martin Briceno (* 10. August 1967 in Newport Beach, Kalifornien) ist ein ehemaliger US-amerikanischer Volleyball- und Beachvolleyballspieler. Er gewann mit dem Nationalteam seines Heimatlandes die Bronzemedaille bei den Olympischen Spielen in Barcelona.

## Karriere Halle
Nach seiner Ausbildung an der Fountain Valley High School, an deren Ende er in die All-Southern Section gewählt wurde,  schmetterte und baggerte der Außenangreifer für die University of Hawaiʻi in den Jahren 1988 bis 1990. Er wurde jedes Mal Lettermann der Hochschule und in allen Spielzeiten ins All American Team berufen. Dabei stand er zwei Mal im Second Team und in der letzten Saison sogar im First Team. Im Laufe seiner Karriere an der Ausbildungsstätte hatte er 1340 erfolgreiche Angriffsschläge und 649 erfolgreiche Abwehraktionen. Die trugen dazu bei, dass die Rainbow Warriors in dieser Zeit eine Bilanz von 65 zu 21 hatten und sowohl 1988 als auch 1989 das Endspiel der Western Intercollegiate Volleyball Association erreichte und beide Spieljahre als Nummer drei der nationalen Rangliste abschlossen.
Ab 1991 gehörte der Kalifornier zum Kader der Nationalmannschaft. Im Volleyball World Cup belegten die USA den dritten Rang. Den größten Erfolg seiner Laufbahn erreichte Briceno jedoch ein Jahr später, als er mit dem Nationalteam die Bronzemedaille bei den Olympischen Spielen gewann. Ebenfalls Dritter wurden die Vereinigten Staaten in der Volleyball-Weltliga. 1993 reichte es beim gleichen Wettbewerb nur noch zum neunten Rang. Dies war die letzte große Veranstaltung, bei der Carlos Briceno für das Hallenteam seines Landes antrat.

## Karriere Beach
In der gleichen Saison, in dem seine Hallenkarriere endete, startete der im Orange County geborene Sportler zum ersten Mal im Sand. Er spielte zunächst bei der four-man tour und ab 1994 bei der Weltserie der FIVB. Dieses Jahr wurde gleichzeitig sein erfolgreichstes im Beachvolleyball. Er stand mit Jeff Williams auf der dritten Stufe des Podests in Miami und auf der zweiten in Rio de Janeiro, bevor die beiden im gleichen Jahr aber in der neuen Spielzeit Silber bei den Goodwill Games gewannen. Bei den Marseille Open erkämpften sie eine weitere Finalteilnahme. Auf der japanischen Insel Enoshima standen sie als Dritte zum letzten Mal gemeinsam auf dem Treppchen. Bei den brasilianischen Open im Februar und beim Event in der deutschen Hauptstadt im Juli 1995 erreichten sie noch die Vorschlussrunde, bei den Turnieren in Lignano, La Baule und Fortaleza gehörten sie zu den Top Acht. In Bali belegten sie den geteilten fünften Rang, bevor in der zweitgrößten Stadt Brasiliens im Februar 1996 mit dem dreizehnten Platz ihre Zusammenarbeit endete. Zwei Jahre später versuchte Los einen Neustart bei der AVP Tour mit verschiedenen Partnern. Die Versuche endeten jedoch sowohl in Chicago als auch in Hermosa Beach in der Qualifikation.

## Karriere als Trainer
Carlos Briceno arbeitete als Coach an der Long Beach Wilson High School und für den Mizuno Long Beach Volleyball Club, für den er weiterhin tätig ist. (Stand: Mai 2025)

## Auszeichnungen
- 1988 – All American Second Team
- 1989 – All American Second Team
- 1990 – All American First Team
- 2025 – Pae Makauka Alumni Recognition Award[2]

## Persönliches
An der Hochschule in Honululu machte der Athlet 1990 seinen Bachelor in Kommunikation. An der Azusa Pacific University machte er ein Aufbaustudium in Sportunterricht, das er 2002 als Master of Science abschloss und ein weiteres in Verwaltungswissenschaften, das 2004 mit dem Master of Education endete. Seit mehr als dreißig Jahren arbeitet er als Lehrer in Long Beach.